# Stor-Abborrtjärnen (Sättna socken, Medelpad)
Stor-Abborrtjärnen är en sjö i Sundsvalls kommun i Medelpad och ingår i Selångersåns huvudavrinningsområde. Sjön har en area på 0,0613 kvadratkilometer och ligger 298,5 meter över havet. Sjön avvattnas av vattendraget Selångersån.

## Delavrinningsområde
Stor-Abborrtjärnen ingår i det delavrinningsområde (692928-155160) som SMHI kallar för Utloppet av Långtjärnen. Medelhöjden är 292 meter över havet och ytan är 6,2 kvadratkilometer. Det finns inga avrinningsområden uppströms utan avrinningsområdet är högsta punkten. Avrinningsområdets utflöde Selångersån mynnar i havet. Avrinningsområdet består mestadels av skog (85 procent). Avrinningsområdet har 0,43 kvadratkilometer vattenytor vilket ger det en sjöprocent på 6,9 procent.